# Краутхајм (Јагст)
Краутхајм (њем. Krautheim) град је у њемачкој савезној држави Баден-Виртемберг. Једно је од 16 општинских средишта округа Хоенлое. Према процјени из 2010. у граду је живјело 4.794 становника. Посједује регионалну шифру (AGS) 8126045.

## Географски и демографски подаци
Краутхајм се налази у савезној држави Баден-Виртемберг у округу Хоенлое. Град се налази на надморској висини од 298 метара. Површина општине износи 52,9 km². У самом граду је, према процјени из 2010. године, живјело 4.794 становника. Просјечна густина становништва износи 91 становника/km².